# Caux
Caux is een gemeente in het Franse departement Hérault (regio Occitanie). De plaats maakt deel uit van het arrondissement Béziers. Caux telde op 1 januari 2022 2.692 inwoners.

## Geografie
De oppervlakte van Caux bedroeg op 1 januari 2022 24,84 vierkante kilometer; de bevolkingsdichtheid was toen 108,4 inwoners per km².

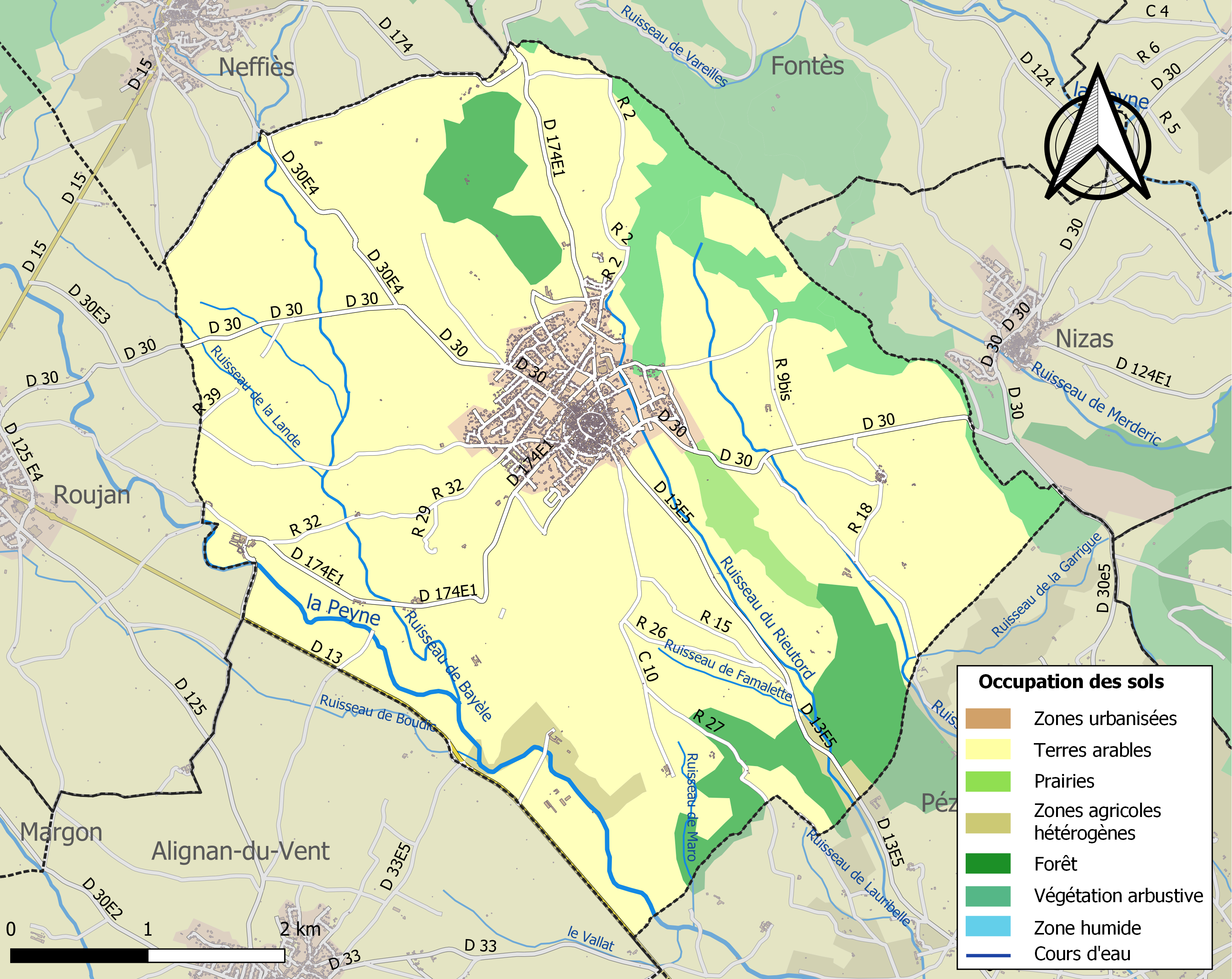
Kaart van de gemeente met belangrijkste infrastructuur, bodemgebruik en omliggende gemeenten

## Demografie
Onderstaande figuur toont het verloop van het inwonertal (bron: INSEE-tellingen).